# Никола Джуришич
Барон Никола Джуришич (на хърватски: Nikola Jurišić; на унгарски: Miklós Jurisics; 1490 – 1545) е хърватски благородник, войник и дипломат.

## Ранен живот
Джуришич е роден в Сень, Хърватско-унгарска уния. Той е споменат за първи път през 1522 г. като офицер Фердинанд I Хабсбург с войски на хърватския фронт срещу проникването на Османската империя на Сюлейман I към Виена. Между 1522 и 1526 Джуришич получава рицарската си титла. След битката при Мохач в 1526 г. императорът го провъзгласява за Върховен главнокомандващ на въоръжените сили, защитаващи турската граница (supremus capitaneus, Veldhauptmann unseres Kriegsfolks wider Turken). Юришич, от своя страна, подпомага Фердинанд Хабсбург да стане крал на Хърватия с посредничество на Хърватския събор в Четин. През 1530 Юришич е изпратен в Константинопол за да преговаря с османците.

## Обсада на Кьосег през 1532
През 1532 г., капитан Никола Джуришич достига звездния миг на кариерата си, защитавайки малката гранична крепост Кьосег в Кралство Унгария. Само с около 700-800 хърватски войници и без артилерия, Джуришич предотвратява на офанзива на турската армия от 120 000 до 140 000 към Виена.
Има две легендарни версии на тази битка.
- Според една от версиите, след като Сюлейман I повежда армията към Виена, Никола Джуришич и 800 войници откликват на призивите на императора да се защити града. При преминаване през Западна Унгария виждат безпомощни жени и деца в малката крепост Гюнс (дн. Кьосег) и решават да спрат и да я защитават. Крепостта е на пътя към Виена, така че Сюлейман скоро я обсажда, и след три дни на битки Джуришич пише: | „ | Аз и 89 от моите рицари сме уморени и без провизии. Ако преживеем още един ден, това ще бъде чудо... | “ | Преди окончателното нападение жените и децата се молели на Св. Мартин в продължение на два часа, и след десет минути бой, турците се оттеглили, съобщавайки, че са видели срещу себе си пламтящ рицар с горящ меч.
- Във втората версия, градът предлага условия за номинална капитулация. Единствените османци, на които е разрешено да влязат в замъка е символичен отряд, който да издигне турския флаг. Сюлейман бива забавен и августовски дъждове го отклоняват от планирано по-рано посока Виена и той се отправя обратно към дома. Той е бил задържан за почти четири седмици, а през това време мощна армия се е събрала във Виена, която султанът не възнамерява да срещне. със своя героизъм Никола Юришич и хората му спасяват Виена от обсадата.

## По-късен животът
| Паметници на Джуришич в Сень (ляво), Хърватия и Кьосег, Унгария (дясно). |
| Паметници на Джуришич в Сень (ляво), Хърватия и Кьосег, Унгария (дясно). |

След Битката при Горяни през 1537 Джуришич става върховен главнокомандващ (supremus capitaneus) на Славония и Долна Австрия. През 1540 г., той е главнокомандващ (capitaneus) на Карниола.
Никола Джуришич прекарва последните години от живота си като съветник във Виенския двор.